# 毛叶虎耳草
毛叶虎耳草（学名：Saxifraga kingiana）为虎耳草科虎耳草属下的一个种。

## 扩展阅读
- 維基物種上的相關：毛叶虎耳草